# Dead-Note
Als Dead Note („toter Ton“) oder Dead-Note wird bei der Gitarre ein Ton bezeichnet, der keine genau definierte Tonhöhe besitzt, sondern eher einem dumpfen Klacken gleichkommt und somit „eher perkussive als tonale Funktion“ hat.

## Erzeugung
Eine Dead-Note wird erzeugt, indem man beim Anschlagen der Saite selbige mit der Greifhand nicht auf das Griffbrett des Instruments herunterdrückt, sondern sie mit Zeige-, Mittelfinger oder der ganzen Handfläche nur berührt und dadurch abdämpft. Angeschlagen wird die Saite auf normale Weise durch Zupfen, Plektrumspiel oder auch Slapping beim E-Bass.

## Notation
Dead-Notes werden wie die ähnlich ausgeführten Ghost-Notes mit einem „x“ (anstelle des Notenkopfes) auf den Notenlinien bzw. bei Tabulatur kenntlich gemacht und stehen oftmals z. B. beim E-Bass auf der Linie, auf der normalerweise die offen gespielte Saite stehen würde. Sie wird aber trotzdem als Zählzeit angesehen.